# Carterton (Oxfordshire)
Carterton ist eine „civil parish“ (Gemeinde). Sie liegt 3 km südlich der A40 und 6,4 km südwestlich von Witney. Bei der Volkszählung 2011 wurde die Einwohnerzahl der Gemeinde mit 15.769 angegeben. Die RAF Brize Norton befindet sich nahe der Gemeinde.

## Geschichte
Viel von dem, was heute der nördliche Teil der Stadt ist, war seit mindestens 1369 im Besitz der Familie Moleyns, aber 1429 wurde William Lord Moleyns bei der Belagerung von Orléans getötet und das Land ging an die Familie Hungerford über. Während des Mittelalters war die Hauptstraße durch Carterton eine der wichtigsten im Land, die Züge von Packpferden, die mit Wolle aus Cotswold beladen waren, über die Radcot Bridge und weiter nach Southampton zum Export in das Zentrum der europäischen Weberei brachte.
In den 1770er Jahren wurde das Land vom Duke of Marlborough erworben. Das Muster der heutigen Siedlung stammt aus dem Jahr 1894, als ein Teil des Anwesens an Homesteads Limited verkauft wurde, dessen Direktor William Carter war. Das Land wurde in Parzellen von 6 Acres aufgeteilt.